# Tòa nhà của Khoa Mỹ thuật Đại học Nicolaus Copernicus ở Toruń
Tòa nhà của Khoa Mỹ thuật Đại học Nicolaus Copernicus ở Toruń (tiếng Ba Lan: Budynek Wydziału Sztuk Pięknych UMK w Toruniu) từng là tòa nhà của trường đại học Công giáo, hiện nay nơi đây là trụ sở của Khoa Mỹ thuật Đại học Nicolaus Copernicus ở Toruń.

## Vị trí
Tòa nhà tọa lạc ở phía tây của thành phố, số 30/32 phố Sienkiewicza, quận Bydgoskie Przingmieście, giáp với tòa nhà Dàn nhạc Quân đội và đề-pốt.

## Lịch sử
Tòa nhà được xây dựng vào năm 1909 theo thiết kế của Karl Kleefeld. ban đầu đây là trụ sở của một trường đại học Công giáo.
Sau năm 1920, Chủng viện được chính quyền Ba Lan tiếp quản .
Năm 1945,  theo nhu cầu của Đại học Nicolaus Copernicus, tòa nhà được sửa sang và thành lập Khoa Mỹ thuật ở đó .
Tài sản được nhập vào sổ đăng ký di tích thành phố (số 1083) .

## Kiến trúc
Tòa nhà được xây theo phong cách lịch sử, với sự chiếm ưu thế kiến trúc tân Phục hưng. Yếu tố kiến trúc đặc trưng là đầu hồi nhà cao vút về phía góc phía tây nam của tòa nhà.

## Một số hình ảnh

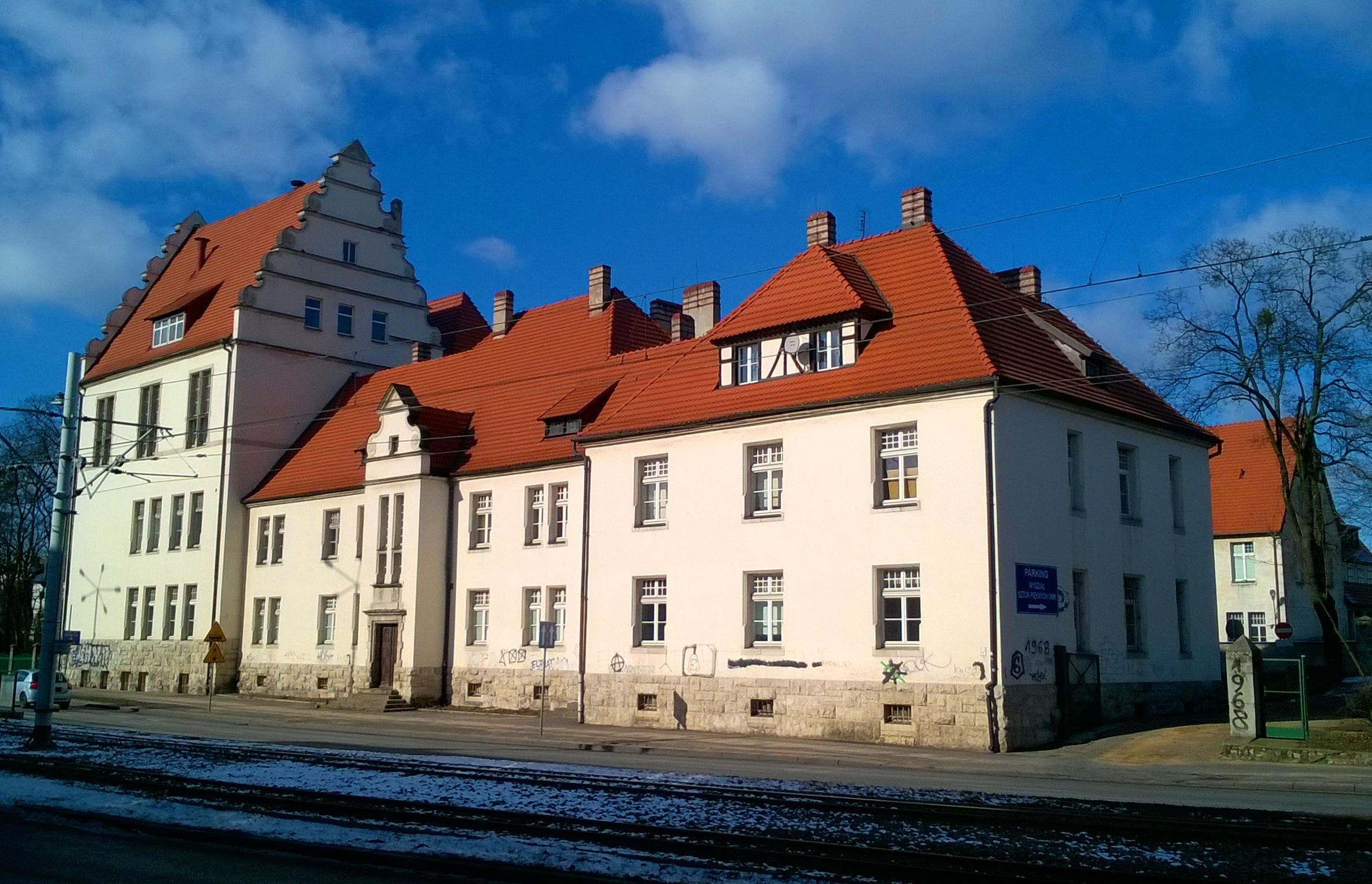
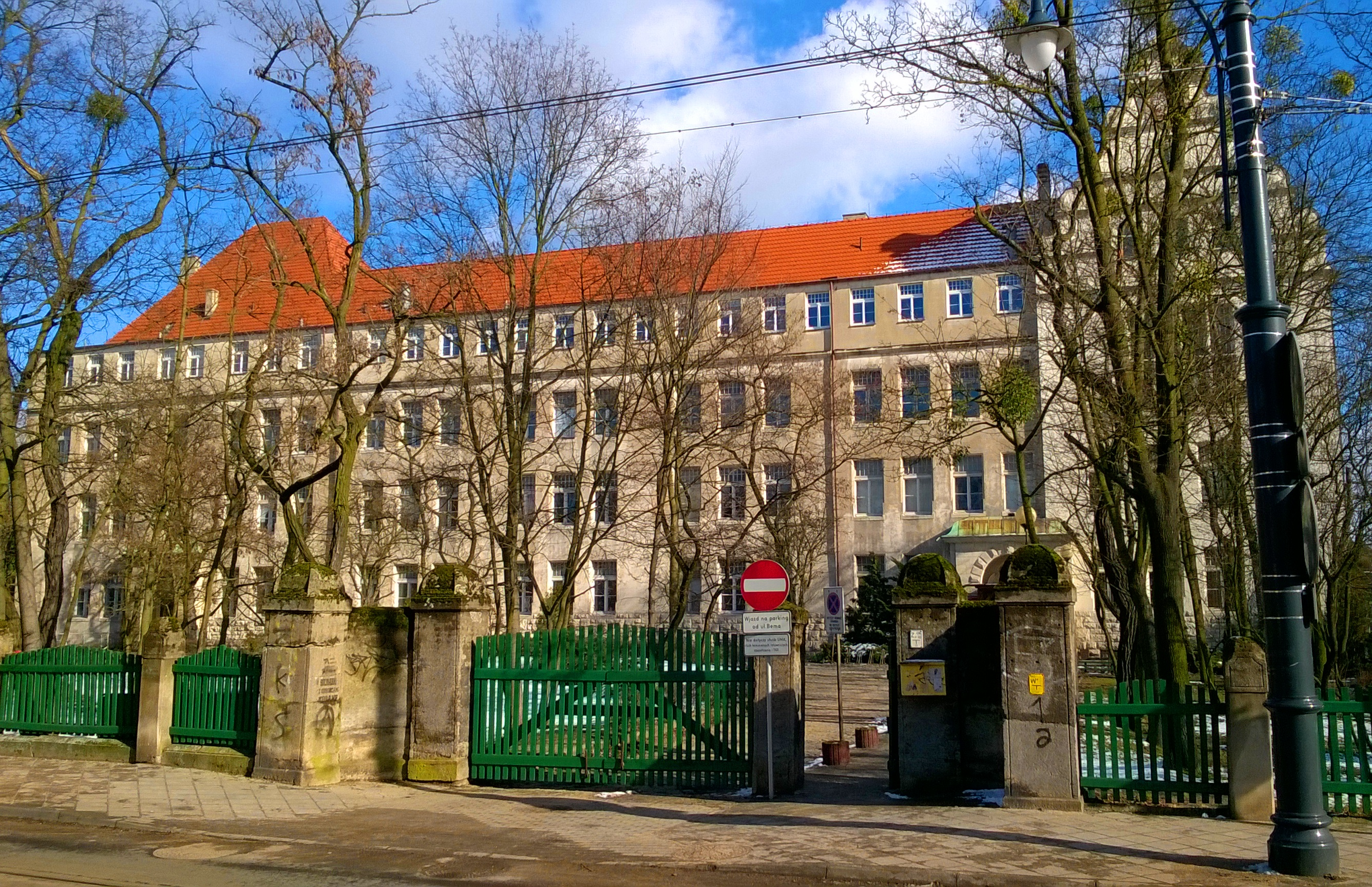
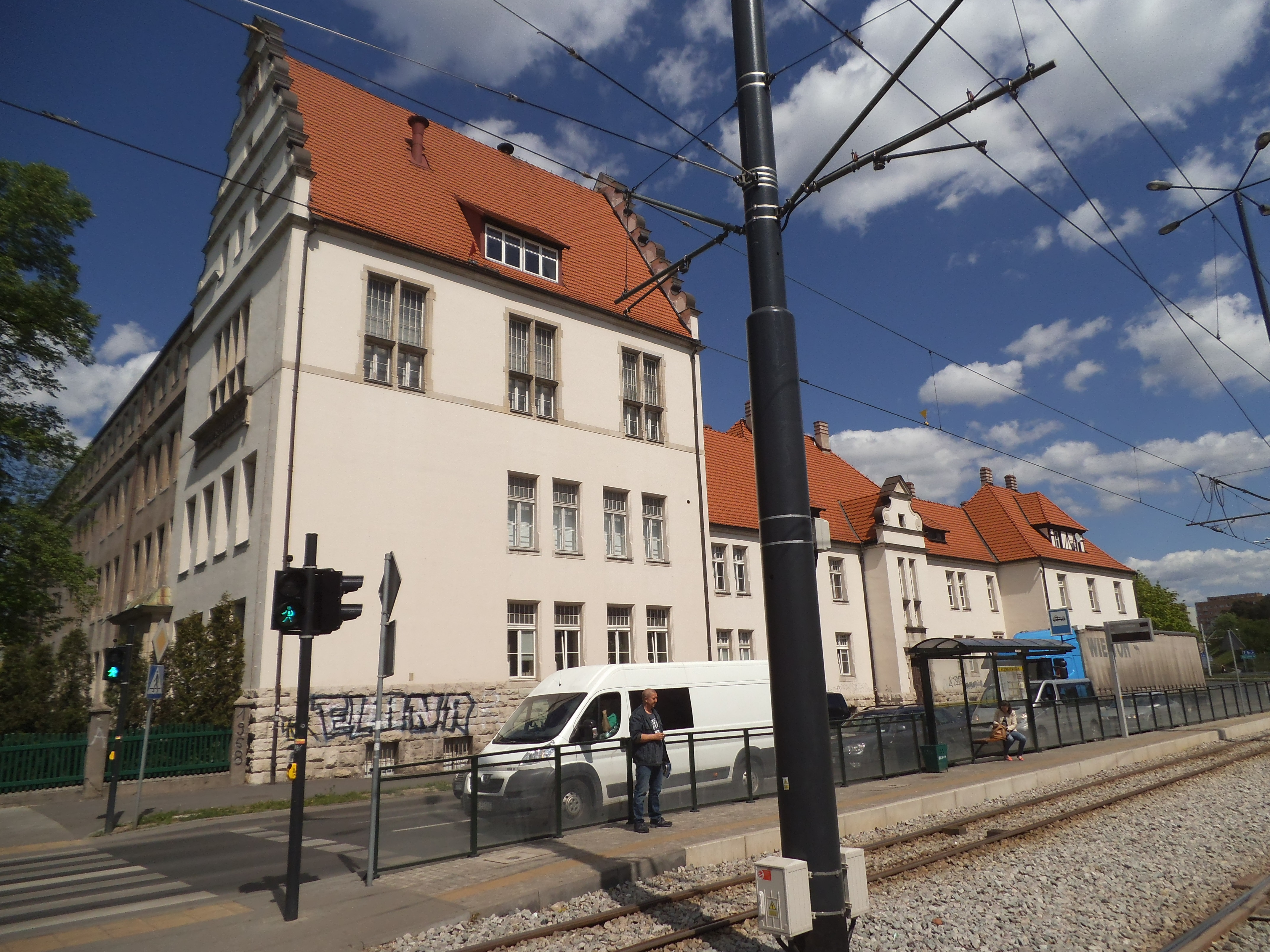